# Вакцинація проти COVID-19 на Тайвані
Вакцинація проти COVID-19 на Тайвані — це кампанія масової імунізації населення Тайваню проти COVID-19 під час пандемії коронавірусної хвороби. Станом на 21 жовтня 2022 року 21761873 особи, або 93,81 % населення Тайваню отримали принаймні одну дозу вакцини, тоді як 20447829 осіб, або 88,14 % населення отримали принаймні дві дози вакцини, 17102993 осіб, або 73,73 % населення отримали не менше трьох доз, а 3300926 осіб, або 14,23 % населення отримали не менше чотирьох доз вакцини, і 249559 осіб, або 1,1 населення отримали всі п'ять доз вакцини. Ще 185463 людини з ослабленим імунітетом, або 0,8 населення, отримали послаблену версію бустерної дози. Першу бустерну дозу отримали 93,96 % осіб старших 12 років, другу — 41,4 % осіб старших 65 років. Станом на 23 лютого 2023 року Центральний епідемічний командний центр Тайваню повідомив, що 94 % населення отримали принаймні одну дозу вакцини проти COVID-19, 76,3 % зробили ревакцинацію, а 23 % отримали третю дозу.
Після схвалення вакцини Oxford–AstraZeneca проти COVID-19 18 березня 2021 року вакцинація розпочалася 22 березня 2021 року та триватиме протягом року з метою вакцинації 70 % населення до кінця жовтня 2021 року.

## Хронологія

### 2021 рік

#### Березень-травень 2021 року
3 березня 2021 року на острів була доставлена перша партія вакцини Oxford–AstraZeneca проти COVID-19. 117 тисяч доз є частиною раніше замовлених урядом Тайваню 10 мільйонів доз вакцини.
18 березня уряд схвалив вакцину AstraZeneca, а щеплення розпочалися 22 березня 2021 року. Вакцинація була безкоштовною для всіх жителів Тайваню та тих, хто постійно проживав на острові. Медичні працівники, інші працівники екстрених служб, та літні люди були першими, хто отримав щеплення вакциною проти COVID-19.
5 травня 2021 року було схвалено вакцину Moderna для екстреного використання, а першу партію вакцини із 150 тисяч доз було доставлено 28 травня 2021 року.
17 травня 400 тисяч доз вакцини AstraZeneca, які були замовлені через COVAX, прибули в розпал найбільшого на Тайвані спалаху COVID-19.
31 травня Центри контролю за захворюваннями Тайваню оголосили, що були попередньо зарезервовані 10 мільйонів доз вакцин вітчизняного виробництва (Medigen і United Biomedical), було зарезервовано 5 мільйонів доз кожної вакцини. Очікувалося, що вони будуть схвалені та постачатися для вакцинації приблизно в липні 2021 року.

#### Червень-серпень 2021 року
2 червня на Тайвані зареєстрували перший випадок тромбозу, пов'язаного з вакцинацією проти COVID-19 вакциною Oxford–AstraZeneca.
4 червня Японія передала Тайваню 1,24 мільйона доз вакцини проти COVID-19 Oxford–AstraZeneca.
6 червня троє американських сенаторів, які прибули на Тайвань, оголосили, що США передадуть Тайваню 750 тисяч доз вакцини, марка якої тоді була невідомою. 20 червня надійшло 2,5 мільйона доз вакцини Moderna, що було більше порівняно з обіцяними 750 тисячами доз. Вакцина прибула рейсом China Airlines з Мемфіса.
18 червня Центри контролю за захворюваннями Тайваню повідомили, що друга партія з 240 тисяч доз вакцини Moderna має прибути до Тайваню з Люксембургу.
22 червня уряд Литви повідомив, що у вересні передасть Тайваню 20 тисяч доз вакцини AstraZeneca. Повіомлено, що раніше під час пандемії Тайвань відправив до Литви 100 тисяч масок під час їх дефіциту.
4 липня на Тайвані було вакциновано 10 % населення принаймні однією дозою вакцини проти COVID-19.
7 липня перша партія вакцини AstraZeneca виробництва Таїланду прибула на Тайвань. 625 тисяч доз є частиною 10 мільйонів доз, які раніше замовив уряд Тайваню.
8 липня Японія передала Тайваню ще 1,13 мільйона доз вакцини AstraZeneca. У поєднанні з першою пожертвою Японія передала Тайваню загалом 2,37 мільйона доз вакцини.
12 липня компанії «Foxconn Technology» і «TSMC» оголосили, що вони досягли остаточної домовленості з «Fosun Pharma» про закупівлю кожної з них по 5 мільйонів доз вакцини Pfizer-BioNTech проти COVID-19. У сукупності ці дві угоди включатимуть загалом 10 мільйонів доз вакцини, які будуть передані Тайваньським центрам контролю за захворюваннями для проведення вакцинації на Тайвані. Незважаючи на підписання угоди з «Shanghai Fosun Pharmaceutical Group», було укладено угоду про те, що вакцина Pfizer-BioNTech проти COVID-19 буде поставлятися безпосередньо із заводу в Німеччині. Багато хто розглядав цю угоду як компроміс між кількома сторонами. Адміністрація президента Тайваню, яка була категорично проти імпорту китайських вакцин проти COVID-19 на Тайвань, успішно забезпечила прямий доступ до вакцини проти COVID-19 німецького виробництва Pfizer-BioNTech. Тим часом «Shanghai Fosun Pharmaceutical Group» може підтримувати легітимність своїх ліцензій і прав на розповсюдження в Китаї, Гонконзі, Макао та Тайвані.
13 липня Центральний епідемічний командний центр Тайваню повідомив, що всі жителі та громадяни Тайваню, які народилися в 2003 році або раніше, матимуть право на запис на тайванську платформу вакцинації проти COVID-19, що ознаменує наступний етап загальної вакцинації Тайваню проти COVID-19.
15 липня Тайвань отримав 3 партії вакцин проти COVID-19. Отримані дози включали 970 тисяч доз вакцини Oxford-AstraZeneca, наданої Японією, 560 тисяч доз тієї ж вакцини виробництва Таїланду, та 350 тисяч доз вакцини Moderna європейського виробництва, що загалом дорівнювало 1,88 мільйона доз вакцин. Пожертвування Японії є третьою партією вакцини AstraZeneca, яку уряд Японії передав Тайваню. У поєднанні з двома попередніми уряд Японії пожертвував загальну кількість 3,37 мільйона доз.
16 липня на Тайвані було вакциновано 20 % населення принаймні однією дозою вакцини від COVID-19.
19 липня уряд Тайваню надав дозвіл на екстрене використання вакцині проти COVID-19, розробленій компанією «Medigen Biotechnology Corp». Вакцина Medigen проти COVID-19 є першою місцевою вакциною проти COVID-19, яка отримала екстрене схвалення від уряду Тайваню. Незважаючи на те, що вакцина виявилася безпечною під час другої фази клінічних досліджень, схвалення все ще вважалося суперечливим політичним кроком через відсутність даних про ефективність і клінічних досліджень.
21 липня фонд «Цзи Чі» оголосив про досягнення остаточних домовленостей і підписання угоди з «Fosun Pharma» про закупівлю 5 мільйонів доз вакцини Pfizer–BioNTech проти COVID-19. 5 мільйонів доз вакцини Pfizer-BioNTech проти COVID-19 будуть передані Тайваньським центрам з контролю та профілактики захворювань для проведення вакцинації на Тайвані. У поєднанні з двома попередніми угодами, підписаними «Foxconn Technology» і TSMC, три компанії придбають загалом 15 мільйонів доз вакцини Pfizer-BioNTech проти COVID-19 для Тайваню.
Того ж дня уряд Тайваню також оголосив, що проведення вакцинації буде поширено на вікову групу від 12 до 18 років, яка матиме пріоритет щодо отримання вакцини Pfizer-BioNTech проти COVID-19 після її доставки.
22 липня уряд Тайваню оголосив про серію нових замовлень вакцини Moderna проти COVID-19. Угода передбачала додаткову закупівлю 1 мільйона доз вакцини Moderna на 4 квартал 2021 року та 35 мільйонів доз бустерної вакцини на 2022 та 2023 роки.
27 липня Тайвань отримав 582 тисяч доз вакцини Oxford-AstraZeneca проти COVID-19. Це була четверта партія вакцини, яку уряд Тайваню отримав у рамках замовлення на 10 мільйонів доз вакцини Oxford-AstraZeneca.
28 липня Тайвань успішно вакцинував 30 % населення принаймні однією дозою вакцини від COVID-19.
31 липня 20 тисяч доз вакцини проти COVID-19 Oxford–AstraZeneca, наданих урядом Литви, прибули до Тайваню, що зробило Литву третьою країною після Японії та США, яка пожертвувала Тайваню вакцину проти COVID-19.
2 серпня Управління з контролю за якістю харчових продуктів і медикаментів Тайваню завершило перевірку перших 4 партій вакцини Medigen проти COVID-19 місцевого виробництва. Перші 4 партії вакцини Medigen проти COVID-19 мали загалом 265568 доз, які мали використовуватися для внутрішньої вакцинації Тайваню, починаючи з серпня.
8 серпня Тайвань отримав 99600 доз вакцини Moderna. Це 5-та партія вакцини, яку уряд Тайваню отримав із свого замовлення на 6,05 мільйона доз вакцини Moderna, які планувалися на 2021 рік.
12 серпня Тайвань отримав 524 тисячі доз вакцини Oxford–AstraZeneca проти COVID-19.
15 серпня Тайвань отримав 249600 доз вакцини Moderna. 249600 доз вакцини, починаючи з вересня, було заплановано використовувати як друге щеплення для тих, хто вже отримав першу дозу.
23 серпня президент Цай Інвень отримала першу дозу вакцини місцевого виробництва Medigen, поклавши початок вакцинації першої на Тайвані місцевої вакцини проти COVID-19. Того ж дня Управління з контролю за продуктами й ліками Тайваню також завершило перевірку 4 додаткових партій вакцини Medigen проти COVID-19. Після завершення перевірок щодо 4 додаткових партій вакцини Medigen проти COVID-19 наступного тижня було заплановано доставку 870 тисяч доз вакцини Medigen проти COVID-19.
Наприкінці серпня та на початку вересня Тайвань отримав кілька додаткових партій вакцини проти COVID-19 як за прямими фармацевтичними замовленнями, так і за рахунок пожертвувань. 27 і 31 серпня Тайвань отримав 265 тисяч доз і 595 тисяч доз вакцини Oxford–AstraZeneca. 29 серпня Тайвань отримав 30 тисяч доз вакцини Moderna проти COVID-19, подарованих чеським урядом. 2 вересня Тайвань отримав 930 тисяч доз вакцини Pfizer–BioNTech проти COVID-19, наданих «Foxconn», TSMC і фондом «Цзи Чі».
Пожертвування вакцини Moderna проти COVID-19 зробило Чехію четвертою країною, яка пожертвувала вакцини проти COVID-19 Тайваню після Японії, США та Литви. 930 тисяч доз вакцини Pfizer–BioNTech проти COVID-19 були першою партією вакцини Pfizer-BioNTech, яку отримав Тайвань, і були частиною 15 мільйонів доз вакцини Pfizer-BioNTech проти COVID-19, пожертвуваних «Foxconn», TSMC і фондом «Цзи Чі». Постачання вакцини наприкінці серпня — на початку вересня вважалося вирішальним моментом для тайванського плану вакцинації проти COVID-19, оскільки вакцинацію вакциною Oxford-AstraZeneca тепер можна було розширити до тих, хто досяг 23 років. Надходження вакцини Pfizer-BioNTech також дозволило розпочати вакцинацію для осіб віком від 12 до 22 років.

#### Вересень-грудень 2021 року
3 вересня Японія оголосила, що ухвалила рішення пожертвувати ще одну партію вакцини Oxford-AstraZeneca проти COVID-19 Тайваню. 64 тисячі доз вакцини Oxford-AstraZeneca проти COVID-19 були доставлені 7 вересня. У сумі з попередніми пожертвами Японія передала Тайваню з червня 4 партії та понад 3,4 мільйона доз вакцини Oxford-AstraZeneca.
4 вересня Польща оголосила, що передасть 400 тисяч доз вакцини Oxford–AstraZeneca Тайваню на знак дружби за пожертву Тайваню медичних товарів Польщі у 2020 році. Ця пожертва зробила Польщу шостою країною після Японії, США, Литви, Чехії та Словаччини, які оголосили про передачу вакцини проти COVID-19 Тайваню. Польська пожертва також була третьою за кількістю після Японії та США.
5 вересня Тайвань отримав 2 партії вакцини Oxford–AstraZeneca проти COVID-19. Перша партія включала 400 тисяч доз вакцини, наданих польським урядом, а друга партія включала 410400 доз, які були частиною угоди про закупівлю вакцини з COVAX.
9 вересня на Тайвань прибула друга партія вакцини Pfizer–BioNTech проти COVID-19 із 910 тисяч доз. У поєднанні з першою партією в 1,8 мільйона доз вакцини Pfizer-BioNTech її мали використати для програми вакцинації молоді віком від 12 до 22 років.
10 вересня Тайвань отримав 458 тисяч доз вакцини AstraZeneca проти COVID-19 від фармацевтичного виробника, що є частиною угоди про 10 мільйонів доз, яку уряд Тайваню підписав з AstraZeneca.
17 вересня Тайвань отримав від фармвиробника ще 640 тисяч доз вакцини AstraZeneca, а також 1080 тисяч доз вакцини Moderna проти COVID-19.
22 вересня Тайвань почав введення вакцини Pfizer-BioNTech проти COVID-19. Проведення вакцинації Pfizer-BioNTech проти COVID-19 буде розпочато з вікової групи від 12 до 22 років і осіб віком від 60 або 40 років у групі 9.
25 вересня Тайвань отримав ще 500 тисяч доз вакцини AstraZeneca, подарованих урядом Японії. У поєднанні з попередніми пожертвами Японія передала Тайваню загалом 3,9 мільйона доз 5 партіями з червня по вересень.
26 вересня Тайвань отримав 160 тисяч доз вакцини Oxford-AstraZeneca, подарованих урядом Словаччини. Словаччина після Литви, Чехії та Польщі стала четвертою європейською країною, яка пожертвувала Тайваню вакцини від COVID-19. Пізніше того ж дня центри з контролю та профілактики повідомили, що вакцина Oxford-AstraZeneca проти COVID-19, надана Словаччиною, разом з іншими нещодавно надісланими вакцинами буде використана для введення другої дози.
30 вересня третя партія вакцини Pfizer-BioNTech із 540 тисяч0 доз прибула на Тайвань, чим розпочався другий етап поставки, ще з 2 партіями, які прибули 1 і 4 жовтня. Того ж дня Тайвань отримав ще 656 тисяч доз вакцини проти COVID-19 Oxford-AstraZeneca безпосередньо від фармацевтичного виробника. Станом на 30 вересня 2021 року Тайвань отримав загаломь 10 мільйонів доз вакцини Oxford-AstraZeneca, причому понад 50 % угоди щодо 10 мільйонів доз вакцини з AstraZeneca було виконано.
У жовтні Тайвань отримав серію поставок вакцини Pfizer-BioNTech проти COVID-19. Поставки на початку жовтня дозволили центрам з контролю захворювання розширити можливості вакцинації серед різних вікових груп, причому вікова група 12–22, 9-та група старше 18 років і вікова група 47 років і старші отримали право на отримання першої дози вакцини Pfizer-BioNTech проти COVID-19.
1 жовтня на Тайвань прибула четверта партія вакцини проти COVID-19 Pfizer–BioNTech із 670 тисяч доз.
4 жовтня на Тайвань прибула п'ята партія вакцини Pfizer–BioNTech з 270 тисяч доз.
6 жовтня засновник компанії «Foxconn» Террі Гоу оголосив, що третя партія вакцини Pfizer-BioNTech від 1,6 до 1,8 мільйона доз буде доставлена наступного тижня. Цю партію було розділено на кілька менших, і вакцина почала надходити 7 жовтня.
Протягом наступних тижнів Тайвань отримав кілька партій вакцини Pfizer–BioNTech. 7 жовтня на Тайвань прибула шоста партія вакцини Pfizer–BioNTech із 889200 доз. 8 жовтня сьома партія вакцини Pfizer–BioNTech із 889200 доз прибула на Тайвань. 14 жовтня восьма партія вакцини Pfizer–BioNTech із 827 тисяч доз прибула на Тайвань. 28 жовтня дев'ята партія вакцини Pfizer–BioNTech із 902100 доз прибула на Тайвань. 29 жовтня десята партія вакцини Pfizer–BioNTech проти COVID-19 із 910300 доз прибула на Тайвань.
9 жовтня восьма партія вакцини Moderna із 1,13 мільйона доз і 235900 доз вакцини Oxford–AstraZeneca, переданих урядом Литви, прибула до Тайваню. Пізніше ценитри контролю за хворобами того ж дня повідомили, що 1,13 мільйона доз вакцини Moderna в першу чергу отримають ті, хто отримає першу дозу до 16 липня.
13 жовтня Тайвань отримав 1,36 мільйона доз вакцини Oxford–AstraZeneca проти COVID-19 від фармацевтичного виробника. 27 жовтня Тайвань отримав ще 300 тисяч доз вакцини Oxford–AstraZeneca.
1 листопада Тайвань отримав від США другу пожертву вакцини Moderna проти COVID-19 у 1,5 мільйона доз. 5 листопада Тайвань отримав свою одинадцяту партію вакцини Pfizer–BioNTech із 871700 доз.
10 листопада Тайвань призупиняє введення другої дози вакцини Pfizer–BioNTech проти COVID-19 для дітей віком 12–17 років через побоювання виникнення міокардиту.
25 листопада відсоток громадян Тайваню, які повністю вакциновані проти COVID-19, сягнув 50 %, наблизившись до цільової цифри Тайваньських центрів контролю за захворюваннями в 60 % на кінець року, та потенційних критеріїв для послаблення обмежень на кордоні.
30 листопада для запобігання поширенню останнього варіанту COVID-19 Омікрон, Центри контролю за захворюваннями Тайваню оголосили деталі політики повторної щеплення від COVID-19. Кожній особі старшій 18 років рекомендується зробити ревакцинацію проти COVID-19 через 6 місяців після отримання другої дози, без обмежень щодо марок вакцини.

## Замовлення вакцини та прибуття

### Типи вакцин
| Вакцина                                   | Виробник                               | Походження              | Прогрес                        | Екстрене схвалення | Застосування    |
| ----------------------------------------- | -------------------------------------- | ----------------------- | ------------------------------ | ------------------ | --------------- |
| Oxford–AstraZeneca Covishield і Vaxzevria | Оксфордський університет і AstraZeneca | Велика Британія, Швеція | III клінічних дослідженьs      | 18 березня 2021    | 22 березня 2021 |
| Moderna Spikevax                          | Moderna                                | США                     | III фаза клінічних досліджень  | 5 травня 2021      | 9 червня 2021   |
| MVC-COV1901                               | Medigen Vaccine Biologics Corporation  | Тайвань                 | II фаза клінічних досліджень   | 19 липня 2021      | 23 серпня 2021  |
| BioNTech-Pfizer Comirnaty                 | BioNTech та Pfizer                     | США, Німеччина          | III фаза клінічних досліджень  | 3 серпня 2021      | 22 вересня 2021 |
| Novavax Covovax                           | Novavax                                | США                     | III фаза клінічних досліджень  | 18 червня 2022     | 8 липня 2022    |
| Janssen                                   | «Janssen Vaccines»                     | США, Нідерланди         | III фаза клінічних досліджень  | 10 червня 2021     | В очікуванні    |
| UB-612 Vaxxinity (раніше COVAXX), і DASA  | «United Biomedical, Inc. Asia»         | Тайвань                 | II стадія клінічних досліджень | В очікуванні       | В очікуванні    |

### Замовлення та пожертви вакцин
Уряд Тайваню замовив вакцини проти COVID-19 безпосередньо від Oxford-AstraZeneca, Moderna, Medigen Vaccine Biologics Corp. та United Biomedical. Уряд Тайваню, крім прямих замовлень від фармацевтичних компаній, також замовив ще 4,76 мільйона доз вакцини через платформу COVAX. Додаткові 15 мільйонів доз вакцини Pfizer-BioNTech проти COVID-19, придбані" Foxconn", «Taiwan Semiconductor Foundry Company» та Фондом «Цзи Чі», також були передані уряду Тайваню для проведення вакцинації проти COVID-19 на острові.

## Вакцинальна кампанія

### План вакцинації
Уряд Тайваню створив список пріоритетів для внутрішнього плану вакцинації проти COVID-19, який включає 10 пріоритетних груп.
| Порядок | Визначення групи                                                                      | Подробиці | Орієнтовна кількість осіб, які входять до групи | Кількість осіб у групі |
| ------- | ------------------------------------------------------------------------------------- | --- | ----------------------------------------------- | ---------------------- |
| 1       | Медичний або допоміжний персонал                                                      | - медичний персонал, який має ліцензію або документи — немедичний персонал, найнятий у медичних або медичних закладах (включно з громадськими карантинними центрами) | 528,000                                         | 528,000                |
| 2       | Афілійований персонал з питань профілактики епідемій центрального або місцевого уряду | - урядовці, відповідальні за керівництво та створення політики та рішень щодо запобігання епідемії — посадові особи, відповідальні за розповсюдження вакцин або медичного обладнання - Прикордонне патрулювання (митниця, імміграційна служба, карантин і охорона) - пожежники та поліція - військовослужбовці збройних сил | 166,000                                         | 645,000                |
| 3       | Персонал першої лінії високого ризику                                                 | - пілоти та бортпровідники — карантинний транспортний персонал - персонал приватного карантинного центру - інші прикордонні служби | 61,000                                          | 706,000                |
| 4       | Люди з особливими потребами в подорожах                                               | - посли/представники/офіційні особи, які потребують подорожей — спортивні представники | 2,000                                           | 708,000                |
| 5       | Медичні центри та персонал діалізу                                                    | - афілійований персонал або пацієнти державних і приватних медсестринських центрів — діалізні пацієнти та афілійовані помічники - інші реабілітаційні установи | 467,000                                         | 1,175,000              |
| 6       | Особи старші 75 років та вагітні жінки                                                | - усі особи старші 75 років плюс усі особи старші 65 років корінної етнічної приналежності — у пріоритеті були щеплені вакциною Moderna проти COVID-19 | 180,000                                         | 2,904,000              |
| 7       | Персонал, пов'язаний з охороною та соціальними функціями                              | - військовослужбовці та працівники національної безпеки — співробітники поліції, не пов'язані з екстреним реагуванням - військова поліція - транспортування та зберігання допоміжного персоналу - освітній та допоміжний персонал - персонал дитячих садів та ясел - персонал першої лінії ЗМІ                              | 860,000                                         | 3,764,000              |
| 8       | Вік від 65 до 74 років                                                                | - всі особи віком від 65 до 74 років — всі особи корінної національності у віці від 55 до 64 років | 1,985,000                                       | 5,749,000              |
| 9       | Особи віком від 19 до 64 років із діагностованими захворюваннями високого ризику      | - будь-яка особа віком від 19 до 64 років, у якої діагностовано або було діагностовано захворювання високого ризику важкого перебігу хвороби — також включає тих, хто має рідкісні або серйозні захворювання | 3,875,000                                       | 9,624,000              |
| 10      | Вік від 50 до 64 років                                                                | - будь-які особи віком від 50 до 64 років | 5,300,000                                       | 14,924,000             |

### Платформа запису на щеплення
6 липня Центральний епідемічний командний центр (CECC) оголосив про створення Тайванської внутрішньої платформи запису на вакцинацію проти COVID-19, що дозволяє оцифрувати реєстрацію на вакцинацію проти COVID-19 і призначення дати вакцинації. Платформу було створено, щоб спростити запис на вакцинацію та збільшити кількість вакцинацій.
Платформа являла собою чотириступеневу систему. На першому кроці особам потрібно було зареєструватися на веб-сайті та заповнити необхідну інформацію, таку як номер національної ідентифікаційної картки, номер національного медичного страхування, номер телефону та регіональну адресу. На першому етапі окремим особам також дозволялося вибрати свої вподобання, що включає вибір отримання вакцини Oxford-AstraZeneca проти COVID-19 або вакцини Moderna проти COVID-19. На другому кроці система надсилатиме людям повідомлення за їх номерами телефонів і сповіщатиме їх записатися на прийом. Особи отримають повідомлення, лише якщо вони мають право на вакцинацію та бажаний тип вакцини є в наявності. На третьому кроці люди можуть записатися на прийом на платформі, у додатку для вакцинації або в зручному магазині, аптеці, або спеціальному медичному центрі. Запис на вакцинацію дає людям можливість вибрати бажаний час і місце. Нарешті, на четвертому етапі від людей вимагатиметься вчасно з'явитися на прийом для вакцинації. Особи, які пропустили свій прийом, повинні будуть розпочати процес запису знову.
8 липня 2021 року Центральний епідемічний командний центр оголосив про відкриття тайванської внутрішньої платформи запису на вакцинацію проти COVID-19 у всьому Тайвані, дозволяючи 9-й і 10-й пріоритетній групі зареєструватися та заповнити свої вподобання щодо вакцинації.
Станом на 15 липня 2021 року право на щеплення було відкрите для 9-ї та 10-ї пріоритетних груп, а зареєструватися можуть усі, хто народився в 2003 році або раніше.
11 серпня 2021 року Центральний епідемічний командний центр Тайваню оголосив, що запис на вакцину місцевого виробництва Medigen COVID-19 буде відкритий для осіб віком від 20 років з 16 серпня. Вакцинація вакциною Medigen COVID-19 мала відкритися між 23 і 29 серпня.
27 серпня 2021 року Центральний епідемічний командний центр Тайваню оголосив, що преференція щодо вакцини Pfizer-BioNTech проти COVID-19 буде відкритою для реєстрації на платформі.

### Статистика вакцинації
|                    | Перша доза | Друга доза | Додаткова доза | Бустерна доза | Загальна кількість введених доз |
| ------------------ | ---------- | ---------- | -------------- | ------------- | ------------------------------- |
| Oxford-AstraZeneca | 8,057,274  | 7,135,281  | 696            | 33,236        | 15,226,487                      |
| Moderna            | 4,130,357  | 4,263,069  | 130,647        | 8,103,164     | 16,627,237                      |
| Medigen Biologics  | 861,750    | 791,413    | 10,508         | 522,336       | 2,186,007                       |
| Pfizer-BioNTech    | 6,411,388  | 6,094,554  | 49,381         | 3,112,565     | 15,667,888                      |
| Всього             | 19,460,769 | 18,284,317 | 191,232        | 11,771,301    | 49,707,619                      |
| Всього/нас.        | 83,45 %    | 78,41 %    | 0,82 %         | 50,48 %       | -                               |